# ミハウ・ロラ＝ジミェルスキ

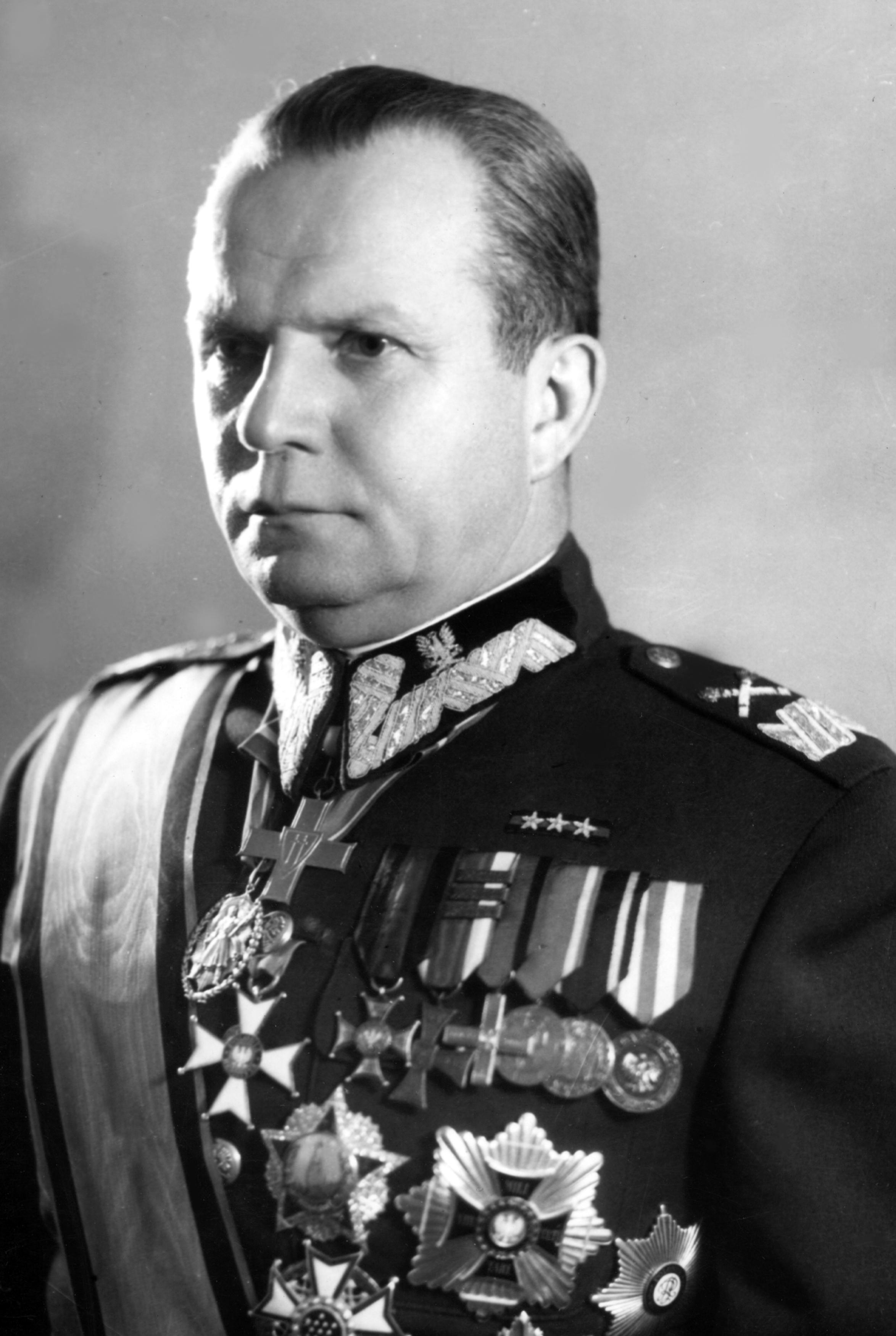
ミハウ・ロラ＝ジミェルスキ

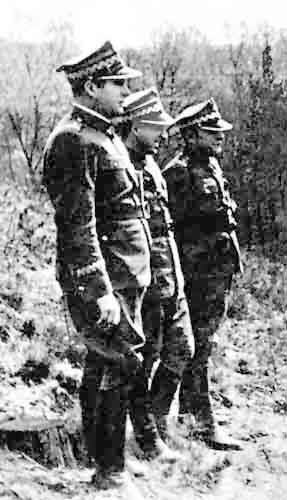
ニサ・ウジツカ川に立つ3将軍。（右から）カロル・スヴェルチェフスキ、マリアン・スピハルスキ、ミハウ・ロラ＝ジミェルスキ。

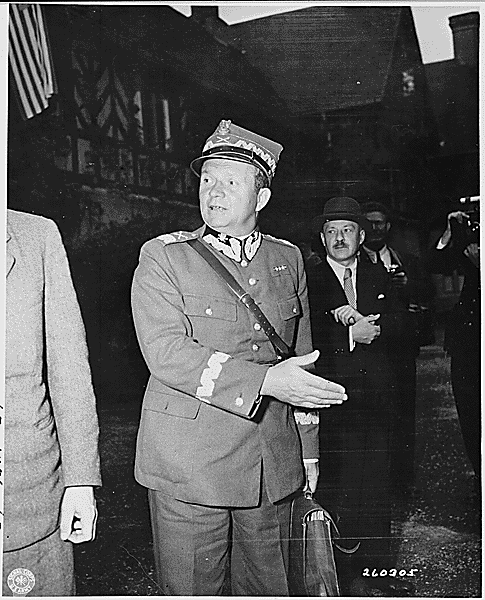
ポツダム会談におけるロラ＝ジミェルスキ元帥（1945年7月24日）

ミハウ・ロラ＝ジミェルスキ（ポーランド語: Michał Rola-Żymierski, 1890年9月4日 - 1989年10月15日）は、ポーランドの共産主義者・軍人。ポーランド元帥（1945年）。

## 人物
クラクフ生まれ。誕生時の名は「ミハウ・ジミェルスキ」。1910年、ヤギェウォ大学法学部において勉学を開始。1914年、ポーランド軍団に入団し、オーストリア＝ハンガリーの東部戦線における最重要な戦場の多くで、卓越した戦いをした。1917年の宣誓危機後、彼はオーストリア＝ハンガリー軍を退役し、クラクフに戻った。ここで彼は法学を修得し、クラクフ貿易学校を卒業した。
1918年、彼は再建されたポーランド軍に入隊し、ポーランド・ソビエト戦争に参加した。彼は初め、第2歩兵連隊を指揮し、その後、有名なポーランド軍団第2歩兵師団の師団長に任命された。戦後、彼はパリに派遣され、ここでサン・シール陸軍士官学校を卒業した。帰国後、彼は将官に任ぜられた。ジミェルスキは、ワルシャワにおいて、ポーランド陸軍軍政部副部長を務めた。1926年クーデター時、彼は敗北した政府側で戦った。1927年、彼は議論ある贈賄・着服容疑で軍法会議にかけられ、有罪とされた。一兵卒に格下げされ、軍から追放され、そして禁固5年の判決を下された。
1931年の釈放後、彼はソビエト情報機関に勧誘され、ポーランド共産党 (KPP) の秘密党員となった。1938年のスターリンによるポーランド共産党の解散命令の後、ジミェルスキはフランスに亡命した。しかしながら、間もなく第二次世界大戦が勃発し、彼はポーランドに帰国した。1943年、彼は人民防衛隊 (Gwardia Ludowa, PL) の副司令官となり、その後（1944年より）人民軍 (Armia Ludowa, AL) の司令官となった。こうして、彼は共産系のルプリン委員会により、元の将官位に復され、そしてソ連側で戦うポーランド軍（東部ポーランド軍）の総司令官となった。1944年7月-45年1月、ルプリン委員会国防部長。1945年1月-7月、ポーランド共和国臨時政府国防相。1945年5月3日、スターリンの命令により、彼はポーランド元帥位に任ぜられた。
1946年より、ジミェルスキは国家安全保障委員会 (Państwowa Komisja Bezpieczeństwa) 議長を務めた。彼は、かつてのレジスタンス闘士、ポーランド第2軍団団員、非共産系政治家に対する迫害に反対した。同様に、悪名の高いヴィスワ作戦における、ポーランド市民に対する軍の投入にも反対した。1949まで、彼は国防相の地位に留まっていた。この年、彼はポーランド生まれのソ連邦元帥、コンスタンティ・ロコソフスキと交代した。ロコソフスキはポーランド元帥に任ぜられ、1956年まで国防相の地位にあった。ボレスワフ・ビェルトによりポーランド国内で組織されたスターリン主義的粛清の影響で、1952年ジミェルスキは逮捕された。しかしながら、1955年に何の罪にも問われずに釈放された。1956年、彼はポーランド政府により名誉回復された。
ポーランドにおけるスターリニズムの終結後、彼はポーランド国立銀行総裁（1956年-1967年）、自由と民主主義の闘士協会 (ZBoWiD、ポーランド退役軍人の組織）名誉会長、等を含め、様々な地位に就いた。彼はまた、ポーランド統一労働者党の党員であり、ヤルゼルスキが導入した戒厳令後、ジミェルスキは「国民統一戦線」(Front Jedności Narodu) 中央委員となった。
1989年10月、彼はワルシャワで死去した。彼は当時、ポーランド元帥の階級を持つ最後の軍人であった。

## 顕彰
- ヴィルトゥティ・ミリターリ大十字勲章
- ヴィルトゥティ・ミリターリ銀十字勲章
- ポーランド復興勲章大十字章
- ポーランド復興勲章コマンド十字章
- 人民ポーランド建国勲章（1970年）
- 一等グリュンワルド十字勲章
- 一等労働旗勲章
- 勇敢十字章（4回）
- パルチザン十字章（1946年6月12日）
- チーフコマンダー勲功章（ドワイト・アイゼンハワー将軍より、フランクフルト、1945年）
- レジオンドヌール勲章（フランス）
- 勝利勲章（ソ連、1945年）
- レーニン勲章（ソ連）
- 人民友好勲章（ソ連、1973年）
- 一級白獅子勲章（チェコスロバキア）
- ユーゴスラビア人民英雄勲章
- クラクフ、ルブリン、ヘルムノ、その他17都市の名誉市民